# 1000-km-Rennen auf dem Nürburgring 1956

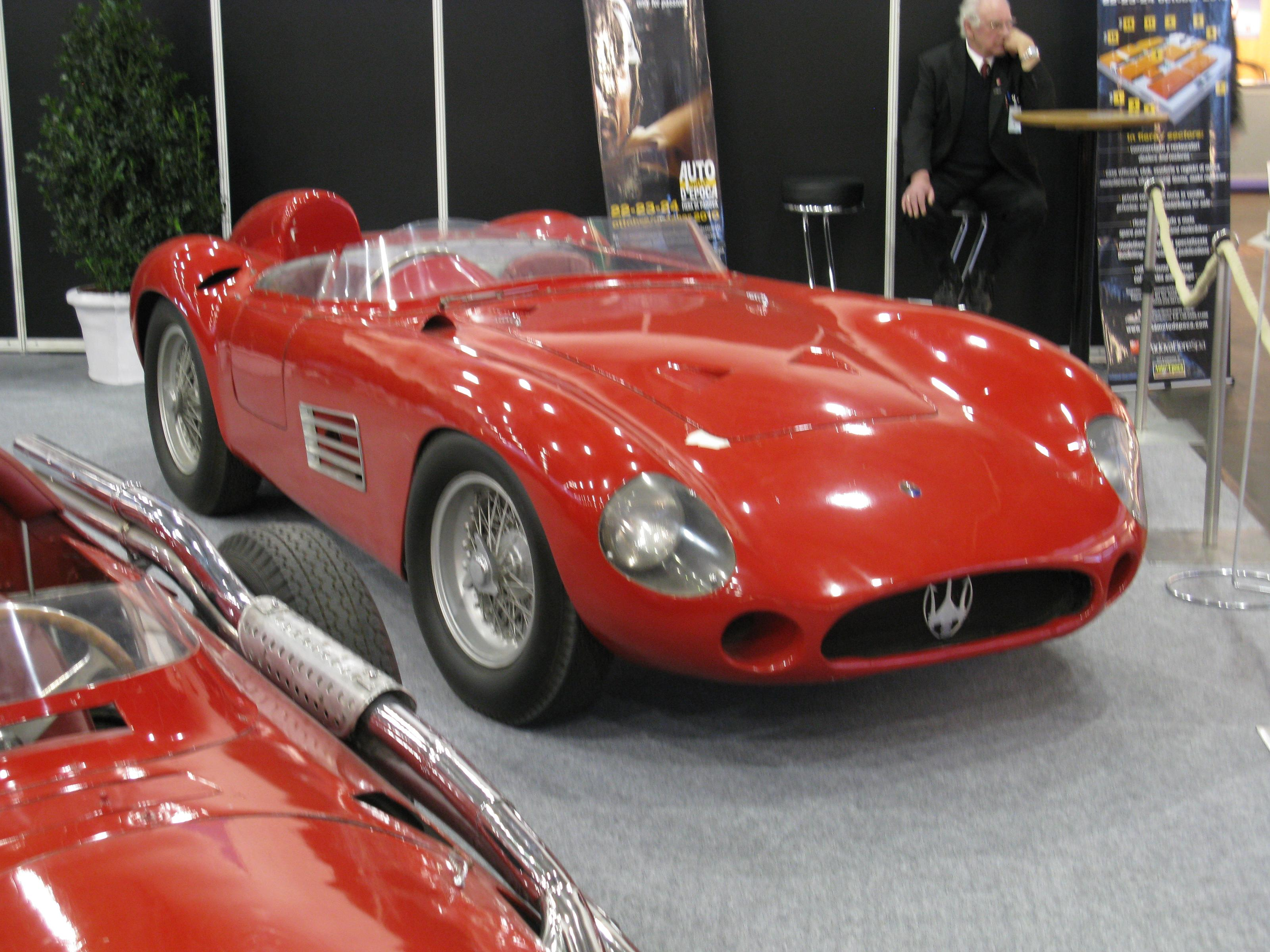
Maserati 300S

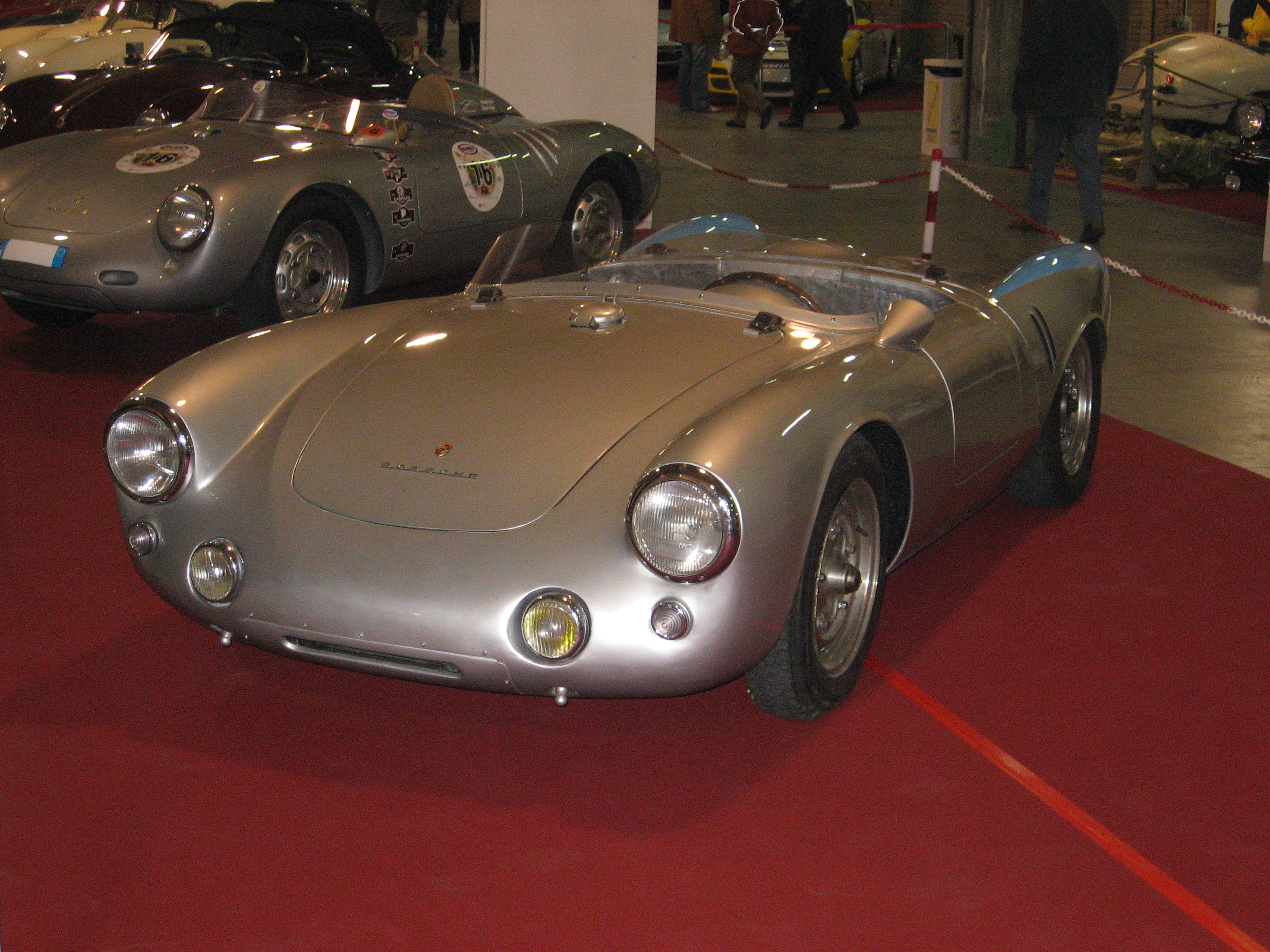
Porsche 550 RS

Das zweite  1000-km-Rennen auf dem Nürburgring, auch 2. Internationales ADAC 1000 Kilometer Rennen, Weltmeisterschaftslauf für Sportwagen auf dem Nürburgring, fand am 27. Mai 1956 auf der Nordschleife des Nürburgrings statt und war der vierte Wertungslauf der Sportwagen-Weltmeisterschaft jenes Jahres.

## Vor dem Rennen
Die Sportwagen-Weltmeisterschaft 1956 begann im Januar dieses Jahres mit dem 1000-km-Rennen von Buenos Aires, das mit einem Sieg von Stirling Moss und Carlos Menditéguy auf einem Werks-Maserati 300S endete. Bis zum Renntag auf dem Nürburgring gab es zwei weitere Weltmeisterschafts-Veranstaltungen. Das im März ausgefahrene 12-Stunden-Rennen von Sebring gewannen Juan Manuel Fangio und Eugenio Castellotti im von der Scuderia Ferrari gemeldeten 860 Monza. Der dritte Lauf war die Mille Miglia, die im Unterschied zum 24-Stunden-Rennen von Le Mans auch 1956 zur Weltmeisterschaft zählte. Das über 1000 Meilen führende Rennen quer durch Italien brachte Ferrari einen Fünffachsieg, den Castellotti im Ferrari 290MM anführte.
In der Weltmeisterschaft führte Ferrari mit 22 Punkten vor Maserati mit 10.

## Das Rennen
Am Renntag kamen 70000 Zuschauer an die Strecke, um das Rennen zu verfolgen. Es herrschte warmes und trockenes Mai-Wetter. Im Vorfeld gab es drei Trainingseinheiten. Die dort erzielten Zeiten zählten alle zur Qualifikation für das Rennen. Die beste Zeit erzielte Juan Manuel Fangio im Ferrari 860 Monza mit 10:03,600 Minuten und startete aus der Pole-Position. Teamkollege von Fangio war erneut Castellotti. Hinter dem Duo standen die Teamkollegen Luigi Musso/Maurice Trintignant und Phil Hill/Ken Wharton (Ferrari 290MM). An der vierten Trainingsstelle lag der beste Maserati, der 300S von Stirling Moss und Jean Behra. Dahinter folgte der Werks-Jaguar D-Type von Mike Hawthorn und Desmond Titterington.
Die erste Hälfte des 44 Runden langen Rennens führten Stirling Moss und Jean Behra im Maserati. Knapp dahinter folgte der Ferrari von Fangio und Castellotti. Nach 19 Runden kam Behra mit einer gebrochenen Hinterachse an die Box und das Rennen schien für ihn und Stirling Moss beendet. Maserati-Rennleiter Nello Ugolini holte jedoch den zweiten Werks-300S, der gefahren von Piero Taruffi und Harry Schell an der dritten Stelle der Gesamtwertung lag, per Signal an die Box und übergab den Wagen an Moss und Behra, die damit weiterfuhren. Nach der 37. Runde, sieben Runden vor Schluss, lag Fangio mit einem Vorsprung von 54 Sekunden vor Moss in Führung. In den folgenden Runden gelang es Moss den Rückstand sukzessive zu verkürzen. Als Fangio in der 40. Runde zum Nachtanken an die Box kam, ging Moss wieder in Führung und holte mit einem Vorsprung von 26 Sekunden auf Fangio und Castellotti für Maserati den Sieg.
Das Rennen war nach der Ankunft des Siegers für einen Teil der Fahrer nicht zu Ende. Denn um die jeweilige Rennklassen gewinnen zu können, musste ein Team nach dem damaligen Reglement die 44-Runden-Distanz absolviert haben. Dazu durften die Fahrer mit ihren Fahrzeugen maximal eine Stunde länger auf der Strecke bleiben als das Siegerteam.
Unverständlich mag erscheinen, dass der Jaguar von Hawthorn/Titterington nicht gewertet wurde, nachdem er in der 44. bzw. letzten Rund mit gebrochener Antriebswelle zwar vor dem Ziel liegen geblieben war, aber die gleiche Strecke zurückgelegt hatte wie der Fünftplatzierte. Die Regeln sahen jedoch vor, dass nur Fahrzeuge in die Wertung kamen, die nach dem Sieger das Ziel erreichten und abgewinkt wurden. Ohne den Ausfall wäre Hawthorn, der Auslöser des Unglücks von Le Mans 1955, allerdings wahrscheinlich disqualifiziert worden. Denn er hatte mehrmals regelwidrig überholt und war bei einem derartigen Manöver gar auf einen privaten Porsche 356 aufgefahren, der trotzdem sein Rennen fortsetzen konnte und die GT-Klasse bis 2 Liter Hubraum gewann.
Porsche war die am stärksten vertretene Marke. Außer zwei Porsche 550 RS, die das Porsche-Werk einsetzte, waren 22 Privatteams mit sechs Porsche 550 Spyder und 16 Porsche 356 bzw. 356 Carrera am Start. Der Werkswagen mit Wolfgang Graf Berghe von Trips und Umberto Maglioli wurde mit 44 Runden in 8:01:46,00 Stunden Vierter im Gesamtklassement und Sieger der Sportwagenklasse bis 1,5-Liter-Hubraum; die Werksfahrer Richard von Frankenberg und Hans Herrmann belegten Platz sechs der Gesamtwertung.
Als Siebter kam die ostdeutsche Mannschaft Edgar Barth/Arthur Rosenhammer auf AWE ins Ziel. Das AWE Rennkollektiv hatte die Motorleistung der zwei für den Nürburgring gemeldeten Wagen reduziert, um die Zuverlässigkeit zu erhöhen. Trotzdem fielen Thiel/Binner mit Motorschaden aus.

## Ergebnisse

### Schlussklassement
| 1               | S + 2.0    | 6  | Officine Alfieri Maserati | Piero Taruffi Harry Schell Jean Behra Stirling Moss        | Maserati 300S           | 44 |
| 2               | S + 2.0    | 1  | Scuderia Ferrari          | Juan Manuel Fangio Eugenio Castellotti                     | Ferrari 860 Monza       | 44 |
| 3               | S + 2.0    | 4  | Scuderia Ferrari          | Phil Hill Ken Wharton Alfonso de Portago Olivier Gendebien | Ferrari 290MM           | 44 |
| 4               | S 1.5      | 21 | Porsche                   | Wolfgang von Trips Umberto Maglioli                        | Porsche 550RS           | 44 |
| 5               | S + 2.0    | 9  | David Brown               | Peter Collins Tony Brooks                                  | Aston Martin DB3S       | 43 |
| 6               | S 1.5      | 20 | Porsche                   | Richard von Frankenberg Hans Herrmann                      | Porsche 550RS           | 44 |
| 7               | S 1.5      | 26 | VEB                       | Edgar Barth Arthur Rosenhammer                             | AWE R3/55               | 43 |
| 8               | GT/T + 2.0 | 56 | Bengt Martenson           | Bengt Martenson Wittigo von Einsiedel                      | Mercedes-Benz 300 SL    | 44 |
| 9               | GT/T 2.0   | 61 | Max Nathan                | Max Nathan Gert Kaiser                                     | Porsche 356 Carrera     | 44 |
| 10              | GT/T 2.0   | 65 | Helmut Schulze            | Helmut Schulze Joaquim Felipe Nogueira                     | Porsche 356 Carrera     | 44 |
| 11              | GT/T 1.3   | 81 | Joakim Bonnier            | Joakim Bonnier Herbert MacKay-Fraser                       | Alfa Romeo Giulietta SV | 43 |
| 12              | GT/T 1.3   | 83 | Walter Ringgenberg        | Walter Ringgenberg Heini Walter                            | Alfa Romeo Giulietta SV | 43 |
| 13              | SerS 1.5   | 43 | Friedrich Kretschmann     | Friedrich Kretschmann Sepp Liebl                           | Porsche 550 Spyder      | 43 |
| 14              | GT/T 1.3   | 87 | Piero Carini              | Piero Carini Franco Bordoni-Bisleri                        | Alfa Romeo Giulietta SV | 42 |
| 15              | GT/T 2.0   | 63 | Hans-Georg Plaut          | Helmut Zick Hans-Georg Plaut                               | Porsche 356 Carrera     | 42 |
| 16              | GT/T 1.3   | 88 | Gilberte Thirion          | Gilberte Thirion Ada Pace                                  | Alfa Romeo Giulietta SV | 42 |
| 17              | GT/T + 2.0 | 53 | Rainer Günzler            | Rainer Günzler Helmut Retter                               | Mercedes-Benz 220 S     | 42 |
| 18              | GT/T 1.3   | 86 | Adolf-Werner Lang         | Adolf-Werner Lang Kurt Kuhnke                              | Alfa Romeo Giulietta SV | 41 |
| 19              | GT/T 1.3   | 85 | Kurt Zeller               | Kurt Zeller Wolfgang Bieling                               | Alfa Romeo Giulietta SV | 40 |
| 20              | GT/T 2.0   | 64 | Wilhelm Wittmann          | Wilhelm Wittmann Walter Hampel                             | Porsche 356 1600S       | 40 |
| 21              | GT/T 1.3   | 76 | Helmut Busch              | Helmut Busch Horst Bös                                     | Porsche 356             | 40 |
| 22              | GT/T 1.3   | 77 | Joseph Greger             | Joseph Greger Harald von Saucken                           | Porsche 356             | 40 |
| 23              | GT/T 1.3   | 78 | Hartmuth Oesterle         | Hartmuth Oesterle Siegfried Günther                        | Porsche 356             | 40 |
| 24              | SerS 1.5   | 45 | Gotfrid Köchert           | Mathieu Hezemans Carel Godin de Beaufort                   | Porsche 550 Spyder      | 38 |
| 25              | GT/T 1.3   | 72 | Helmut Deutenberg         | Helmut Deutenberg Heinz-Gerd Jäger                         | Porsche 356             | 38 |
| 26              | GT/T 1.3   | 74 | Karl Falk                 | Karl Falk Albert Joch                                      | Porsche 356             | 38 |
| Disqualifiziert |            |    |                           |                                                            |                         |    |
| 27              | S 1.5      | 33 | Beels Racing              | Hans Tak Henk van Zalinge                                  | Maserati 150S           | 22 |
| 28              | S + 2.0    | 2  | Scuderia Ferrari          | Alfonso de Portago Olivier Gendebien                       | Ferrari 860 Monza       | 9  |
| 29              | SerS 1.5   | 46 | Dick Fitzwilliam          | Dick Fitzwilliam Robin Carnegie                            | MGA                     |    |
| Ausgefallen     |            |    |                           |                                                            |                         |    |
| 30              | S + 2.0    | 7  | Jaguar Cars Ltd.          | Mike Hawthorn Desmond Titterington                         | Jaguar D-Type           | 43 |
| 31              | S + 2.0    | 10 | David Brown               | Peter Walker Roy Salvadori                                 | Aston Martin DB3S       | 41 |
| 32              | S 1.5      | 37 | VEB                       | Paul Thiel Egon Binner                                     | AWE R3/55               | 29 |
| 33              | S 1.5      | 31 | Monte Carlo Sport         | Louis Chiron Luigi Villoresi                               | Osca MT4 1500           | 26 |
| 34              | S 1.5      | 38 | Isabelle Haskell          | Carlo Tomasi Alejandro de Tomaso                           | Maserati 150S           | 25 |
| 35              | S + 2.0    | 5  | Officine Alfieri Maserati | Stirling Moss Jean Behra                                   | Maserati 300S           | 19 |
| 36              | S + 2.0    | 12 | Officine Alfieri Maserati | Cesare Perdisa Robert Manzon                               | Maserati 350S           | 12 |
| 37              | S + 2.0    | 8T | Jaguar Cars Ltd.          | Paul Frère Duncan Hamilton                                 | Jaguar D-Type           | 7  |
| 38              | S 1.5      | 29 | Officine Alfieri Maserati | Francesco Giardini André Pilette                           | Maserati 150S           | 7  |
| 39              | S + 2.0    | 3  | Scuderia Ferrari          | Luigi Musso Maurice Trintignant                            | Ferrari 290MM           | 4  |
| 40              | S 1.5      | 37 | Isabelle Haskell          | Giuseppe Musso Walter Monaco                               | Maserati 150S           | 3  |
| 41              | S 1.5      | 34 | Michael May               | Michael May Pierre May                                     | Porsche 550 Spyder      |    |
| 42              | S 1.5      | 36 | Karl Busch                | Karl Busch Karl Schwaneberg                                | Porsche 550 Spyder      |    |
| 43              | SerS 1.5   | 40 | Theo Helfrich             | Theo Helfrich Peter Nöcker                                 | Porsche 550 Spyder      |    |
| 44              | SerS 1.5   | 41 | Wolfgang Seidel           | Wolfgang Seidel Helm Glöckler                              | Porsche 550 Spyder      |    |
| 45              | SerS 1.5   | 47 | William Buff              | William Buff Gotfrid Köchert                               | Porsche 550 Spyder      |    |
| 46              | GT/T + 2.0 | 50 | Fritz Riess               | Fritz Riess Victor Rolff                                   | Mercedes-Benz 300 SL    |    |
| 47              | GT/T + 2.0 | 52 | Erwin Bauer               | Erwin Bauer Willi Heeks                                    | Mercedes-Benz 220 S     |    |
| 48              | GT/T + 2.0 | 52 | Günther Isenbügel         | Günther Isenbügel Helmut Rathjen                           | Ford Thunderbird        |    |
| 49              | GT/T 2.0   | 62 | Ludwig Blendl             | Ludwig Blendl Dieter Lissmann                              | Porsche 356 Carrera     |    |
| 50              | GT/T 2.0   | 67 | Meute                     | Heini Buess Franz Hammernick                               | Porsche 356 1500 Super  |    |
| 51              | GT/T 1.3   | 70 | Richard Trenkel           | Richard Trenkel Helmut Niedermayr                          | Porsche 356             |    |
| 52              | GT/T 1.3   | 71 | Erich Hofmann             | Paul-Ernst Strähle Paul Denk                               | Porsche 356             |    |
| 53              | GT/T 1.3   | 73 | Josef Jeser               | Josef Jeser Manfred Elmenhorst                             | Porsche 356             |    |
| 54              | GT/T 1.3   | 75 | Alfred Kling              | Alfred Kling Edmund Graf                                   | Porsche 356             |    |
| 55              | GT/T 1.3   | 80 | Helmut Felder             | Helmut Felder Heinz Endemann                               | Alfa Romeo Giulietta SV |    |
| 56              | GT/T 1.3   | 82 | Meute                     | Marcel Stern Louis Noverraz                                | Alfa Romeo Giulietta SV |    |
| 57              | GT/T 1.3   | 84 | Mediolanum                | Alfranco Pagani Pietro Cagnana                             | Alfa Romeo Giulietta SV |    |
| Nicht gestartet |            |    |                           |                                                            |                         |    |
| 58              | SerS 1.5   | 44 | Ecurie Francorchamps      | Christian Goethals Freddy Rousselle                        | Porsche 550 Spyder      | 1  |
| 59              | GT/T + 2.0 | T  | Scuderia Ferrari          | Peter Collins Luigi Musso Mike Hawthorn Juan Manuel Fangio | Ferrari 250 GT          | 2  |
| 60              | S + 2.0    | T  | Officine Alfieri Maserati | Piero Taruffi                                              | Maserati 350S           | 3  |
| 61              | S + 2.0    | T  | Scuderia Ferrari          | Eugenio Castellotti                                        | Ferrari 860 Monza       | 4  |
| 62              | S + 2.0    | 8  | Jaguar Cars Ltd.          | Paul Frère Duncan Hamilton                                 | Jaguar D-Type           | 5  |

1 nicht gestartet
2 Trainingswagen
3 Trainingswagen
4 Trainingswagen
5 Unfall im Training

### Nur in der Meldeliste
Hier finden sich Teams, Fahrer und Fahrzeuge, die ursprünglich für das Rennen gemeldet waren, aber aus den unterschiedlichsten Gründen daran nicht teilnahmen.
| Pos. | Klasse     | Nr. | Team                      | Fahrer                               | Chassis              |
| ---- | ---------- | --- | ------------------------- | ------------------------------------ | -------------------- |
| 63   | GT/T 1.3   |     | Hartmuth Oesterle         | Siegfried Günther                    | Porsche 356          |
| 64   | S + 2.0    | 11  | John de Puy               | Ken Wharton Emmanuel de Graffenried  | Maserati 300S        |
| 65   | S 1.5      | 30  | Officine Alfieri Maserati | Francesco Giardini André Pilette     | Maserati 150S        |
| 66   | S 1.5      | 35  | Franco-Brittanique        | Georges Trouis Harry Merkel          | Kieft 1100           |
| 67   | SerS 1.5   | 42  | Ernst Lautenschlager      | Ernst Lautenschlager Heinz Fischer   | Porsche 550 Spyder   |
| 68   | GT/T + 2.0 | 54  | Hans-Joachim Zimmer       | Hans-Joachim Zimmer Heinz Jacobi     | Mercedes-Benz 300 SL |
| 69   | GT/T + 2.0 | 55  | Armando Zampiero          | Armando Zampiero                     | Mercedes-Benz 300 SL |
| 70   | GT/T 2.0   | 60  | Rolf-Friedrich Götze      | Rolf-Friedrich Götze Heinrich Sauter | Porsche 356 Carrera  |
| 71   | GT/T 2.0   | 66  | Ernst Seiler              | Ernst Seiler Hans Wirz               | Porsche 356 Carrera  |
| 72   | GT/T 2.0   | 68  | Olof Persson              | Olof Persson Harald Kronegard        | Porsche 356 Carrera  |

### Klassensieger
| Klasse     | Fahrer                | Fahrer                | Fahrer     | Fahrer        | Fahrzeug                | Platzierung im Gesamtklassement |
| ---------- | --------------------- | --------------------- | ---------- | ------------- | ----------------------- | ------------------------------- |
| S + 2.0    | Piero Taruffi         | Harry Schell          | Jean Behra | Stirling Moss | Maserati 300S           | Gesamtsieg                      |
| S 1.5      | Wolfgang von Trips    | Umberto Maglioli      |            |               | Porsche 550 RS          | Rang 4                          |
| SerS 1.5   | Friedrich Kretschmann | Sepp Liebl            |            |               | Porsche 550 Spyder      | Rang 13                         |
| GT/T + 2.0 | Bengt Martenson       | Wittigo von Einsiedel |            |               | Mercedes-Benz 300 SL    | Rang 8                          |
| GT/T 2.0   | Max Nathan            | Gert Kaiser           |            |               | Porsche 356 Carrera     | Rang 9                          |
| GT/T 1.3   | Joakim Bonnier        | Herbert Mackay-Fraser |            |               | Alfa Romeo Giulietta SV | Rang 11                         |

### Renndaten
- Gemeldet: 72
- Gestartet: 57
- Gewertet: 29
- Rennklassen: 6
- Zuschauer: 70000
- Wetter am Renntag: warm und trocken
- Streckenlänge: 22,810 km
- Fahrzeit des Siegerteams: 7:43:54,500 Stunden
- Gesamtrunden des Siegerteams: 44
- Gesamtdistanz des Siegerteams: 1003,640 km
- Siegerschnitt: 129,807 km/h
- Pole-Position: Juan Manuel Fangio - Ferrari 860 Monza (#1) - 10:03,600 = 136,044 km/h
- Schnellste Rennrunde: Juan Manuel Fangio - Ferrari 860 Monza (#1) - 10:05,300 = 135,662 km/h
- Rennserie: 4. Lauf zur Sportwagen-Weltmeisterschaft 1956
- Rennserie: 2. Lauf zur Deutschen Sportwagen-Meisterschaft 1956